# Eliasz (Kazancew)
Eliasz, imię świeckie Albert Walerjewicz Kazancew (ur. 30 września 1970 w Siennym, zm. 5 lipca 2018 na Półwyspie Chalcydyckim) – rosyjski biskup prawosławny.

## Życiorys
Był synem wojskowego. W latach 1988–1990 odbywał służbę wojskową. W latach 1991–1992 odbył kurs przygotowawczy na wydziale biologii i gleboznawstwa Kazańskiego Uniwersytetu Państwowego, ale nie podjął dalszych studiów. W 1997 r. w trybie zaocznym ukończył studia ekonomiczne na Państwowym Uniwersytecie Ekonomicznym w Taszkencie. Równocześnie w latach 1993–1997 był studentem psychologii na Moskiewskim Uniwersytecie Państwowym.
W 2007 r. wstąpił jako posłusznik do Monasteru Raifskiego (eparchia kazańska). Tam też 15 kwietnia 2008 r. złożył przed arcybiskupem kazańskim i tatarstańskim Anastazym śluby mnisze w riasofor. W tym samym roku w trybie zaocznym ukończył seminarium duchowne w Kijowie. Od 2012 r. był pomocnikiem dziekana monasteru. 4 września 2012 r. metropolita kazański i tatarstański Anastazy wyświęcił go na diakona, zaś 27 stycznia 2013 r. – na kapłana. W tym samym roku duchowny ukończył, także zaocznie, Kijowską Akademię Duchowną. W 2014 r. został pomocnikiem namiestnika monasteru, zaś w 2016 r. p.o. namiestnika. Wieczyste śluby mnisze złożył 2 marca 2017 r., przyjmując imię Eliasz na cześć św. Eliasza Pieczerskiego (Ilii Muromca), przed metropolitą kazańskim i tatarstańskim Teofanem.
29 lipca 2017 r. Święty Synod Rosyjskiego Kościoła Prawosławnego nominował go na biskupa birskiego i biełorieckiego. Jego chirotonia biskupia odbyła się w cerkwi Trójcy Świętej na terenie Monasteru Sołowieckiego 21 sierpnia 2017 r.
Zmarł w 2018 r., w czasie pobytu w Grecji. Pochowany w Birsku, przy cerkwi św. Michała Archanioła na terenie monasteru Trójcy Świętej.